# Mauro Júnior
Mauro Júnior (São Paulo, 6 de mayo de 1999) es un futbolista brasileño que juega en la demarcación de centrocampista para el PSV Eindhoven de la Eredivisie.

## Biografía
Tras formarse como futbolista en el Desportivo Brasil y jugar cuatro partidos del Campeonato Paulista, finalmente en 2017 se marchó a la disciplina del PSV Eindhoven, jugando un total de 26 partidos y anotando cinco goles en el equipo filial. Finalmente el 15 de octubre de 2017 hizo su debut con el primer equipo, en la Eredivisie, contra el VVV-Venlo. En julio de 2019 se marchó cedido al Heracles Almelo por una temporada. Finalizada la misma, regresó al conjunto de Eindhoven.

## Clubes
| Club                     | País         | Año       | Partidos | Goles |
| ------------------------ | ------------ | --------- | -------- | ----- |
| Desportivo Brasil        | Brasil       | 2017      | 4        | 0     |
| Jong PSV                 | Países Bajos | 2017-2019 | 30       | 7     |
| PSV Eindhoven            | Países Bajos | 2017-2019 | 25       | 2     |
| Heracles Almelo (cedido) | Países Bajos | 2019-2020 | 29       | 6     |
| PSV Eindhoven            | Países Bajos | 2020-     | 139      | 6     |

## Palmarés

### Títulos nacionales
| Título                        | Club          | País         | Año  |
| ----------------------------- | ------------- | ------------ | ---- |
| Eredivisie                    | PSV Eindhoven | Países Bajos | 2018 |
| Supercopa de los Países Bajos | PSV Eindhoven | Países Bajos | 2021 |
| Copa de los Países Bajos      | PSV Eindhoven | Países Bajos | 2022 |
| Supercopa de los Países Bajos | PSV Eindhoven | Países Bajos | 2022 |
| Copa de los Países Bajos      | PSV Eindhoven | Países Bajos | 2023 |
| Supercopa de los Países Bajos | PSV Eindhoven | Países Bajos | 2023 |
| Eredivisie                    | PSV Eindhoven | Países Bajos | 2024 |
| Eredivisie                    | PSV Eindhoven | Países Bajos | 2025 |
| Supercopa de los Países Bajos | PSV Eindhoven | Países Bajos | 2025 |